# ブライドルマイル (ポートランド)
ブライドルマイル（英: Bridlemile）は、アメリカ合衆国オレゴン州ポートランド市南西部のウェストヒルズにある地区である。ポートランドの市境に接しており（南西トーマス通り沿い）、地区南部がポートランド市の市域に含まれる。一方で地区北部はマルトノマ郡に属する非法人地域となっている。ポートランドの市域内の地域は、2か所でワシントン郡にまで延びている（ビーバートン＝ヒルズデール・ハイウェイ沿いの地域と、ハミルトン・ロード沿いの地域）。
地区内にはブライドル小学校（南西47番通り）および隣接するハミルトン公園（Hamilton Park）がある。ブライドルマイルはほとんどが住宅地であるが、ビーバートン＝ヒルズデール・ハイウェイの北側一部に商業地区がある。
2004年と2005年、ブライドルマイル地区協会とサウスウェストヒルズ住宅同盟の間で、領土問題を巡り激しく対立する争いがあった。
ブライドルマイルには、グレンカレン（英: Glencullen）という長い歴史を持つコミュニティがある。グレンカレンという地名は、初期の入植者であるジョン・ウィンチェル・カレン（1838年 - 1939年）の名に由来する。1923年から1925年まで、彼の名を冠したサザンパシフィック・ウェストサイド・ラインの停車駅が同地に存在した。

## 公園
- ファノクリーク自然地域（Fanno Creek Natural Area） - SW 59th Ave & SW Hamilton St.
- ファノクリーク緑道散策路（Fanno Creek Greenway Trail）
- ハミルトン公園（Hamilton Park） - SW 45th Ave & Hamilton St.
- トーマス・アンド・53rd（SW Thomas & 53rd） - SW 53rd Ave & Thomas St.